# دانق فونغ
دانق فونغ (بالصينية: 鄧芳) هو فنان قتالي صيني، ولد في 1877 في غوانغدونغ في الصين، وتوفي في 1955.

## الحياة
تلقى أساسيات القتال الدفاعي من والده.